# Rivière Cachée (rivière Jacques-Cartier)
Pour les articles homonymes, voir Rivière Cachée.
La rivière Cachée est un affluent de la rivière Jacques-Cartier, coulant dans la région administrative de la Capitale-Nationale, dans la province de Québec, Canada. Le cours de la rivière traverse le territoire non organisé du Lac-Jacques-Cartier dans la municipalité régionale de comté (MRC) La Côte-de-Beaupré, ainsi que la municipalité de cantons unis de Stoneham-et-Tewkesbury, située dans la MRC La Jacques-Cartier.
Le parcours de la rivière coule entièrement en zone forestière dans le parc national de la Jacques-Cartier qui est affilié à la Société des établissements de plein air du Québec (Sépaq).
La vallée de la rivière Cachée est surtout desservie par la route 175 qui relie les villes de Québec et de Saguenay. Quelques routes secondaires desservent cette zone pour les besoins de la foresterie et des activités récréotouristiques.
La foresterie est la principale activité économique du secteur ; les activités récréotouristiques, en second.
La surface de la rivière Cachée (sauf les zones de rapides) est généralement gelée de début décembre à fin mars ; la circulation sécuritaire sur la glace se fait généralement de fin décembre à début mars. Le niveau de l'eau de la rivière varie selon les saisons et les précipitations ; la crue printanière survient en mars ou avril.

## Géographie
La rivière Cachée tire sa source du lac Caché (longueur : 0,5 km ; altitude : 768 m), situé dans le territoire non organisé du Lac-Jacques-Cartier, dans la réserve faunique des Laurentides (à la limite est du parc national de la Jacques-Cartier), dans la MRC de La Côte-de-Beaupré. Ce lac de tête est situé entre deux montagnes, sur le versant sud de la ligne de partage des eaux avec le bassin versant de la rivière Montmorency.
La rivière Cachée draine un bassin versant de 93 km2.
À partir de l'embouchure du Cachée, le cours de la rivière Cachée descend sur 26,9 km vers le sud-ouest généralement jusqu'à la rivière Jacques-Cartier avec une dénivellation de 518 m selon les segments suivants :
- 3,5 km vers le sud dans une vallée encaissée, en formant une boucle vers le nord-ouest et une autre vers l'est, jusqu'aux deux ponts de la route 175 ;
- 3,5 km vers le sud dans une vallée encaissée, en longeant plus ou moins la route 175 jusqu'au ruisseau Bureau (venant de l'est),
- 3,7 km vers le sud dans une vallée encaissée, en longeant plus ou moins la route 175, jusqu'au hameau "Barrière-de-Stoneham" ;
- 14,3 km vers le sud-ouest dans une vallée encaissée, en longeant plus ou moins la route 175 jusqu'au ruisseau Taché (venant du sud-est) ;
- 1,9 km vers l'ouest presque entièrement en zone de rapide affichant une dénivellation de 80 m dans ce segment en traversant de nombreux rapides et en formant un crochet vers le sud-ouest, jusqu'à son embouchure[5].

La rivière Cachée se déverse sur la rive est de la rivière Jacques-Cartier, au sud de la montagne de l'Épaule et en face de la montagne de la Cachée. Face à cette confluence, le hameau Rivière-Cachée est situé sur la rive sud de la rivière Cachée et du côté est de la rivière Jacques-Cartier. À partir de cette confluence, le courant descend la rivière Jacques-Cartier sur 42,2 km généralement vers le sud jusqu'à la rive nord-est du fleuve Saint-Laurent.

## Toponymie
La carte de 1852 de l'arpenteur provincial Frederic William Blaiklock fait mention de "River Caché". La variante traditionnelle autochtone du toponyme est Taontaraseti, soit le nom que les Wendats utilisent pour parler de la rivière Cachée.
Le toponyme "rivière Cachée" a été officialisé le 5 décembre 1968 à la Banque des noms de lieux de la Commission de toponymie du Québec.